# Glenn Martens
Glenn Martens (Brugge, 29 april 1983) is een Belgische modeontwerper.

## Biografie
Martens studeerde interieurvormgeving aan het Sint-Lucas te Gent om vervolgens aan de Antwerpse Academie mode te volgen tot 2008.
Hij werkte onder andere voor Bruno Pieters, Jean Paul Gaultier en Yohan Serfaty. In 2012 startte hij met zijn eigen label. Sinds 2013 is hij creatief directeur van Y/Project. In 2020 werd hij daarnaast ook creatief directeur van het merk Diesel.

## Erkentelijkheden
- 2017 - Andam Fashion Award
- 2018 - Designer van het jaar Belgian Fashion Award
- 2020 - Andam Fashion Award